# ادوین پائولسن
ادوین پائولسن (نروژی: Edvin Paulsen; ۳ دسامبر ۱۸۸۹ – ۱۳ مارس ۱۹۶۳) ژیمناست هنری اهل نروژ بود.